# マダラシリアゲ
マダラシリアゲ（学名：Panorpa communis）は、シリアゲムシ科 Panorpidae に属する昆虫の一種。シリアゲムシ属 Panorpa のタイプ種。シリアゲムシ属はシリアゲムシ科 Panorpidae のタイプ属なので、本種がこれらの属や科を分類する際の基準となる。

## 分布
ヨーロッパに分布する。Penny (1997) は、本種の分布域としてアンドラ、ベルギー、フランス、ドイツ、イタリア、スイス、ロシア、イングランド、スペインを認めている。

## 分類
本種は、形態的・系統的に近縁な種で構成される P. communis 種群に属する。とくに P. vulgaris は形態的には本種とほとんど区別できないとされ、系統的にも本種の姉妹種であることが確かめられている。両者の間には生態的な差異による生殖隔離が成立しているとの指摘もなされているが、P. vulgaris を本種のシノニムとして扱う場合もある。

## 形態

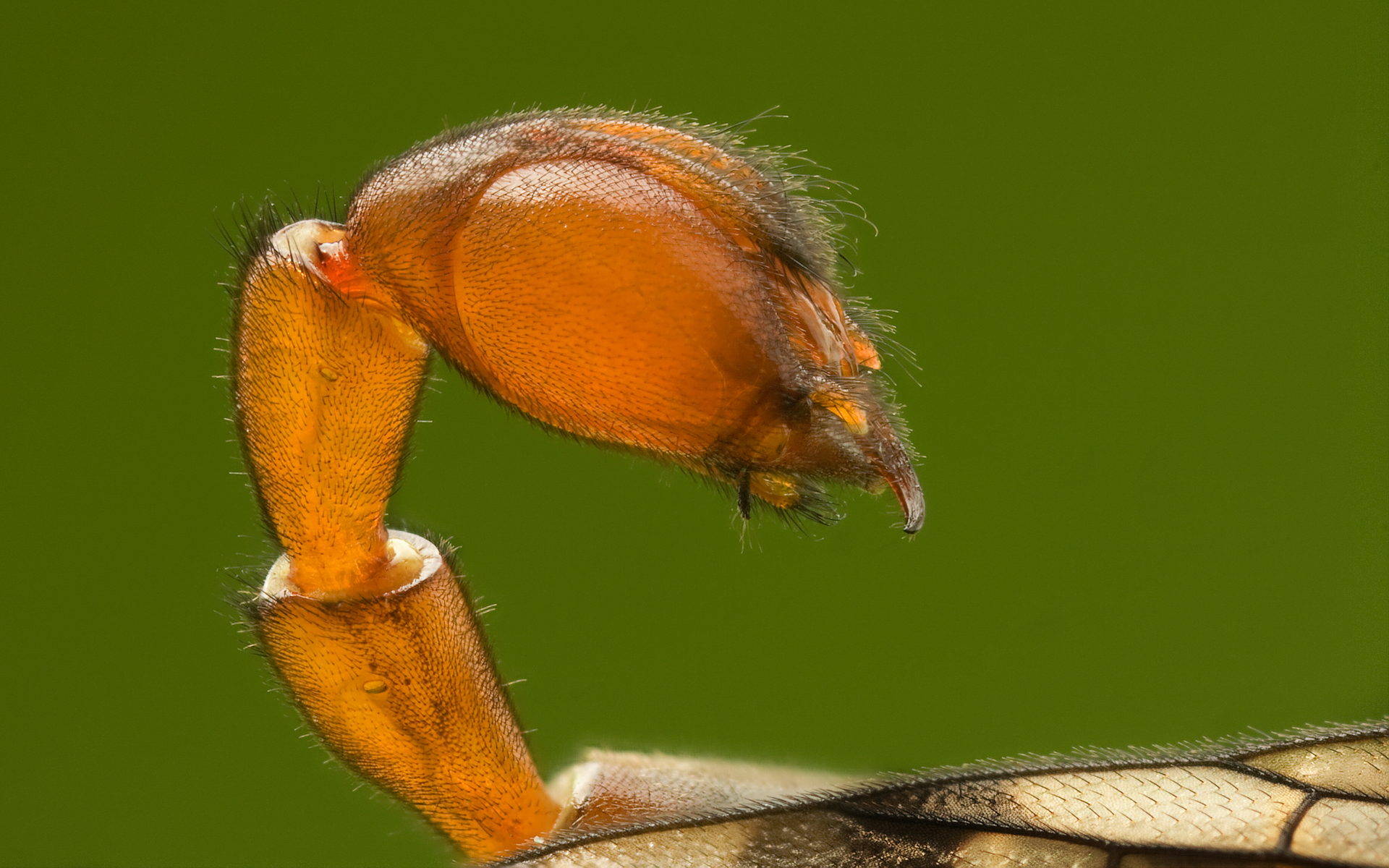
♂成虫の腹端の把握器

成虫の体長は 10-15mm、前翅開帳は 27-33mm。体色の地色は黒色で側面は黄色。各体節には黄色環が、前胸背板（英語: pronotum）と頭部には黄色の斑紋がある。雌雄ともに腹端は赤色。脚は黄褐色。翅は無色透明。翅頂には明瞭な黒色部が、中ほどには前縁から後縁まで繋がった帯状の黒色斑を有する。

## 生態
成虫は基本的に屍肉食者で、おもに死んだ昆虫を摂食する。本種を含む Panorpa 属は、クモの巣にかかった昆虫の死骸を食べるという特異な摂食行動をとることが知られており、これは盗食寄生（英語: kleptoparasitism）のひとつであると見なされる。
幼虫は地表や土中で生育する。野外における幼虫の食性はほとんど知られていないが、飼育実験の結果から、成虫と同じく屍肉食性を示すと考えられる。幼虫は4齢（英語: fourth instar）が終齢であり、3回の脱皮を経て 4齢になった後、しばらくすると摂食を停止し、土中につくった蛹室で休眠・蛹化する。幼虫の発育速度は温度と栄養条件に依存し、飼育条件下では 12-16日で 4齢に達した報告もあるが、野外条件下では孵化から終齢に至るまでに一か月以上を要する場合もあるという。基本的に本種の終齢幼虫は蛹化前に休眠を行い、越冬も蛹ではなくこの休眠状態で行われる。休眠期間は 5か月に及び、したがって、本種は基本的に年1化性（英語: univoltine）を示す。一部の地域個体群では、短日条件下で発育した幼虫が休眠を行わずに蛹化し、一年に二回成虫が発生する年2化性が見られる。
本種を含む Panorpa 属の交尾行動は比較的よく研究されており、オスがメスと交尾するための方法として次の三種類の戦略、すなわち、餌をメスに提供する婚姻贈呈（英語: nuptial gift）、特殊な唾液をメスに与える婚姻贈呈、婚姻贈呈を経ない交尾、が知られている。オスがどの戦略をとるかは種内においても異なる場合があるが、本種においては唾液をメスに与える婚姻贈呈が一般的であるとされる。メスに提供される唾液は固形に近い塊で、メスがこの唾液塊を食べている間にオスは交尾を行う。また、婚姻贈呈と交尾に至るまでに、オスは翅と腹部を動かしたり振動させたりする複雑な求愛行動を行い、メスと視覚的・振動的信号をやりとりする。この求愛・交尾の過程にはフェロモンも関与する。